# Sparkasse Horn-Ravelsbach-Kirchberg
Die Sparkasse Horn-Ravelsbach-Kirchberg AG ist ein niederösterreichisches Bankunternehmen mit Sitz in Horn. Es entstand 1993 durch den Zusammenschluss von drei Sparkassen im Wald- und Weinviertel, die in den Jahren 1862 (Sparkasse der Stadt Horn), 1868 (Sparkasse Kirchberg am Wagram) sowie 1869 (Sparkasse des Marktes Ravelsbach) gegründet wurden. In diesem Jahr haben diese drei Sparkassen ihren Geschäftsbetrieb in eine gemeinsame Aktiengesellschaft eingebracht. 
Die Aktionäre sind die Sparkasse der Stadt Horn – Privatstiftung mit 70,63 %, die Sparkasse Ravelsbach – Privatstiftung mit  15,62 % und die Anteilsverwaltung-Sparkasse Kirchberg am Wagram mit 13,75 %. Die Sparkasse ist Mitglied des Kooperations- und Haftungsverbundes der österreichischen Sparkassen und des Österreichischen Sparkassenverbands.

## Geschichte
1853 forderte das Ministerium des Inneren die Behörden auf, „in ihrem Amtsbereich auf die Gründung von Sparkassen bedacht zu sein.“ Ein Versuch, schon in diesem Jahr eine Sparkasse in Horn zu errichteten, scheiterte an der Aufbringung der Gründungskosten. Erst neun Jahre, also 1862, später konnte die Sparkasse Horn auf Initiative des Bürgermeisters der Stadt Josef Kirchner gegründet werden, um „Hilfe für die wirtschaftlich Schwächeren zu sein, indem sie ihnen die Möglichkeit gibt, ihre kleinen Ersparnisse sicher und nutzbringend anzulegen und in Zeiten der Not Darlehen zu günstigen Bedingungen zu erhalten“. Der Betrieb begann in der Gemeindekanzlei am Kirchenplatz. 1897 übersiedelte die Sparkasse in die Florianigasse und 1963 auf den heutigen Standort Kirchenplatz 12.
Die erste Zweigstelle wurde 1926 in Gars am Kamp eröffnet, 1958 folgte eine Zweigstelle in Hötzelsdorf (Gemeinde Geras) und nach 1978 acht weitere Standorte, so dass die Sparkasse Horn derzeit in 12 Gemeinden vertreten ist.
Das gesamte bankgeschäftliche Unternehmen der im Jahre 1862 gegründeten Gemeindesparkasse „Sparkasse der Stadt Horn“ wurde im Wege der Gesamtrechtsnachfolge per 31. Dezember 1990 in die Aktiengesellschaft mit der Firma „Sparkasse Horn Aktiengesellschaft“ eingebracht.
1993 erfolgte der Zusammenschluss mit den Sparkassen in Ravelsbach (Gemeindesparkasse) und Kirchberg am Wagram (Vereinssparkasse). Aufgrund des Zusammenschlusses erfolgte die Änderung des Firmenwortlautes auf „Sparkasse Horn-Ravelsbach-Kirchberg AG“. 

## Stiftung
Die Sparkasse der Stadt Horn Privatstiftung wurde 2000 gegründet und ist der größte Aktionär der Sparkassen Aktiengesellschaft. Ein Teil der Dividende wird für gemeinnützige Zwecke ausgeschüttet. Laut Stiftungserklärung soll sie den Gründungsauftrag der Sparkasse, „die regionale Förderung wirtschaftlicher, wissenschaftlicher, sozialer und kultureller Entwicklungen zum Wohl der Allgemeinheit“, weiterverfolgen.

## Gemeinnützige Projekte
- 1935 stellte die Sparkasse der Stadt den Grundstock für ein Kasernen und Exerziergelände zur Verfügung, das noch heute Sitz des Panzergrenadierbataillons 9 ist, mit dem die Sparkasse eine enge Partnerschaft verbindet.
- Weiters war die Sparkasse an der Errichtung, am Ausbau bzw. der Renovierung des Krankenhauses, der Kindergärten, des Höbarthmuseums, der Musikschule und der Volkshochschule beteiligt.